# Tatra T6

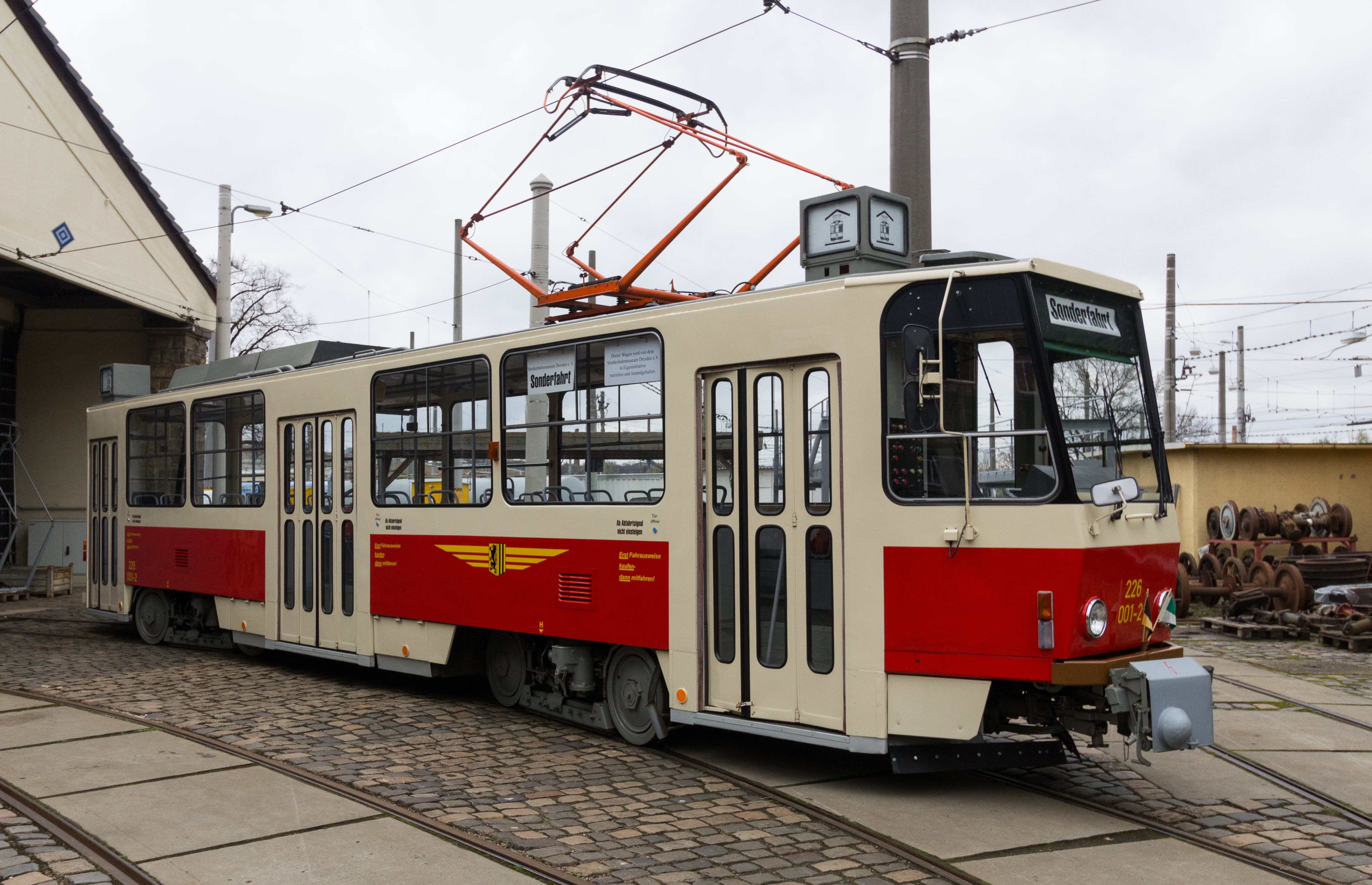
Tatra T6A2D w Dreźnie

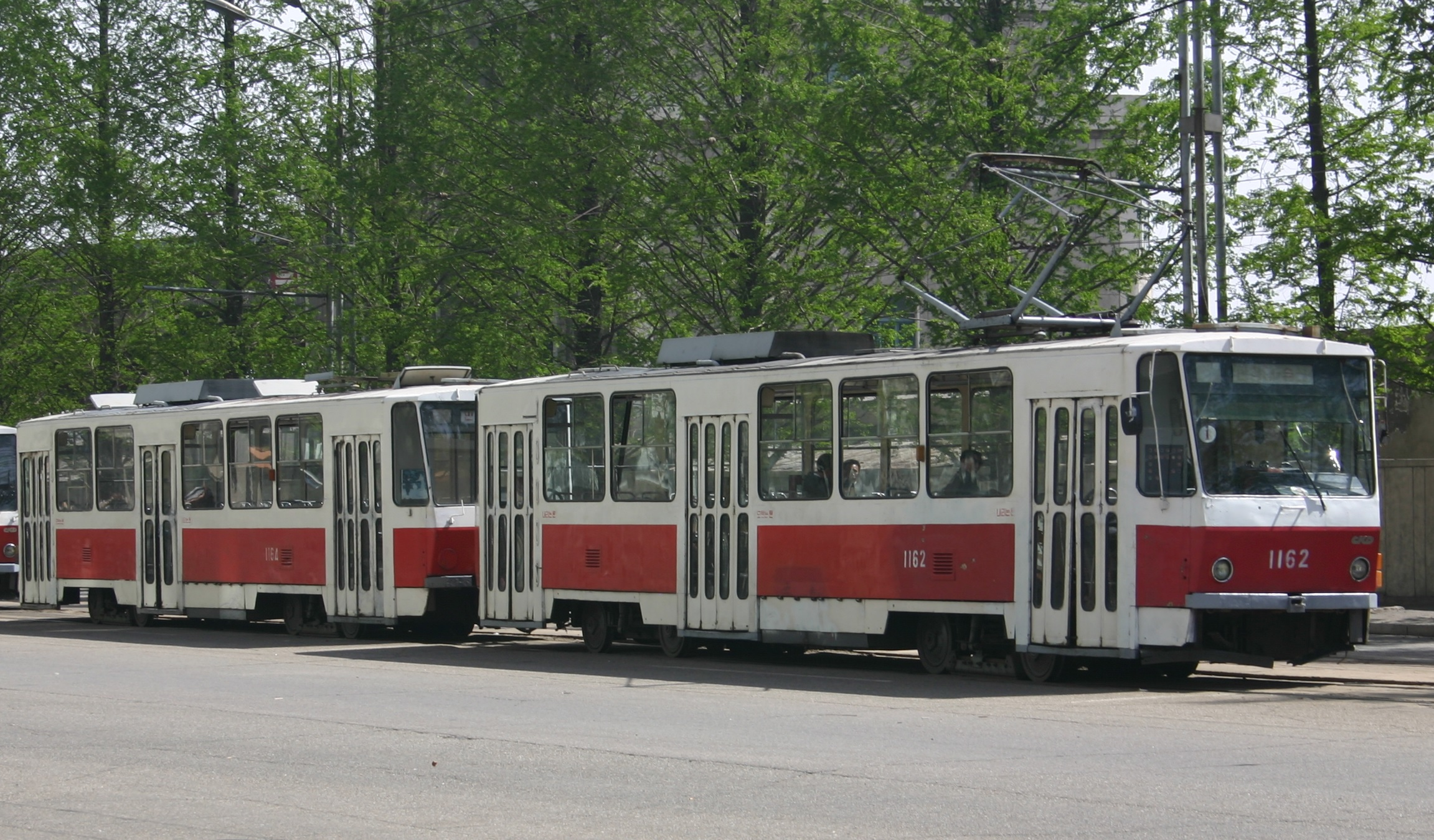
Tatra T6B5K w Pjongjangu

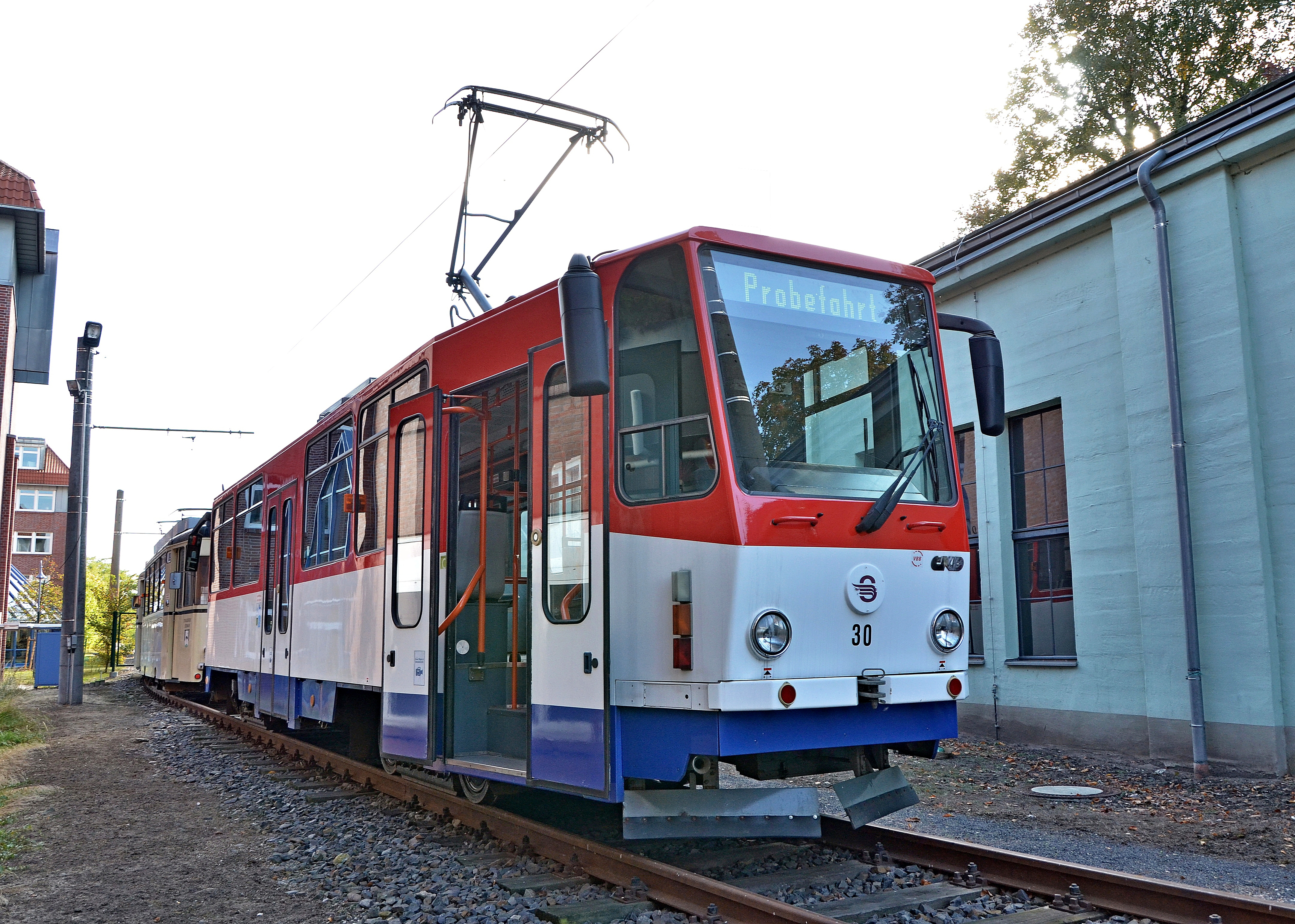
Tatra T6C5 w Strausbergu

Tatra T6 – szósta generacja tramwajów bazujących na koncepcji PCC, które produkowane były w Czechosłowacji przez zakłady ČKD Praha.

## Konstrukcja
Wszystkie wyprodukowane podtypy to czteroosiowe, jedno- lub dwukierunkowe wagony silnikowe, wywodzące się z typu Tatra T5, z którego oprócz rozwiązań technicznych zaczerpnięto wygląd pudła. Wozy T6 produkowano od 1. połowy lat 80. XX wieku do końca lat 90. XX wieku.

## Odmiany
W przeciwieństwie do wagonu T5, który powstał na początku lat 70. XX wieku i od którego pochodziły inne wagony (np. Tatra T5A5), nigdy nie wyprodukowano wagonu oznaczonego jako T6. Było to konsekwencją nowego systemu oznaczeń wagonów ČKD, które wprowadzono w 1 połowie lat 70. XX wieku.
Podtypami generacji T6 są tramwaje Tatra T6B5 (przeznaczone głównie na eksport do ZSRR), Tatra T6A2 (odmiana z nieco węższym pudłem, eksportowana głównie do NRD), Tatra T6A5 (wagony dla miast byłej Czechosłowacji) oraz Tatra T6C5 (dwukierunkowa wersja, powstał tylko prototyp).
| Typ  | Rozstaw szyn            | Układ osi | Lata produkcji | Liczba | Źródła |
| ---- | ----------------------- | --------- | -------------- | ------ | ------ |
| T6B5 | 1000 mm 1009 mm 1435 mm | Bo’Bo’    | 1983–1996      | 1014   | [ 1 ]  |
| B6A2 | 1435 mm                 | 2’2’      | 1985–1990      | 92     | [ 2 ]  |
| T6A2 | 1000 mm 1009 mm 1435 mm | Bo’Bo’    | 1985–1999      | 256    | [ 2 ]  |
| T6A5 | 1000 mm 1009 mm 1435 mm | Bo’Bo’    | 1991–1998      | 296    | [ 3 ]  |
| T6C5 | 1435 mm                 | Bo’Bo’    | 1998           | 1      | [ 4 ]  |